# Le Jour de la fin du monde, une femme me cache
Le Jour de la fin du monde, une femme me cache est le dix-septième roman de Patrick Grainville, publié aux éditions du Seuil en janvier 2000.

## Historique
Prémonitoire des attentats du 11 septembre 2001, Le Jour de la fin du monde, une femme me cache commence par un spectaculaire crash d’avion et se conclut par la liste exhaustive des noms des 260 morts.

## Résumé
Un Boeing percute une des tours de La Défense provocant un désastre. Jérôme, un voleur, que recherche la police, se trouve sur les lieux au moment de l'accident. Une impulsion lui fait voler les boites noires. Il trouve refuge chez Romane, une Asiatique, qui accepte de lui ouvrir sa porte, au cœur du tumulte. Les relations du mystérieux Jérôme et de la très secrète Romane évoluent lentement tandis que l’enquête est menée sur la catastrophe. Les noms des victimes du monde entier fascinent Aiwala, un  jeune Africain. Un mythomane se prétend parent d’un disparu. Dans les décombres sont retrouvées les lettres d’un amant à son amante. Les boites noires qui ont été dérobées par Jérôme deviennent la figure de la vérité cachée des êtres.

## Réception critique
À la fois roman à suspens efficace et roman crépusculaire, Le Jour de la fin du monde, une femme me cache traite aussi de la mémoire des disparus tragiques, la critique en est sensible, frappée par la « stèle » finale dédiée à des victimes fictives. Pour une partie de la critique, il s'agit d'un roman puissant en émotion, plus classique, au style ramassé qui tranche avec le reste de l'œuvre de Patrick Grainville.

## Éditions
- Le Jour de la fin du monde, une femme me cache, éditions du Seuil, 2000  (ISBN 202049065X).